# NGC 464
NGC 464 je dvostruka zvijezda u zviježđu Andromeda.

## Vanjske poveznice
- SEDS: NGC 0464